# 山本六彦
山本 六彦（やまもと ろくひこ、1857年2月12日（安政4年1月18日）- 1899年（明治32年）6月25日）は、日本の地主、政治家、衆議院議員（1期）。

## 経歴
周防国玖珂郡（山口県玖珂郡高森村、高森町、周東町を経て現岩国市）生まれ。農業を営む。第四大区第十小区戸長となり、1889年（明治22年）6月から1891年（明治24年）7月まで初代高森村長を務めた。
1895年、小田伴輔辞職に伴う衆議院山口5区の補欠選挙に立候補して当選する。衆議院議員を1期務め、1898年3月の第5回衆議院議員総選挙は不出馬。1899年に死去した。